# میری کیریتانی
میری کیریتانی (انگلیسی: Mirei Kiritani؛ زادهٔ ۱۶ دسامبر ۱۹۸۹) هنرپیشه و مدل اهل ژاپن است. وی از سال ۲۰۰۶ میلادی تاکنون مشغول فعالیت بوده‌است.
از فیلم‌هایی که وی در آن نقش داشته‌است، می‌توان به وکیل‌مدافع تک اشاره کرد.